# Mario Borghezio
Mario Borghezio (ur. 3 grudnia 1947 w Busto Arsizio) – włoski polityk, poseł do Parlamentu Europejskiego V, VI, VII i VIII kadencji, były „premier” Padanii.

## Życiorys
Ukończył studia z zakresu prawa, w 1977 rozpoczął praktykę adwokacką.
Zaangażował się w działalność Ligi Północnej, głoszącej przez pewien czas hasła secesjonistyczne. W 1999 został mianowany premierem rządu Padanii, „regionu” promowanego przez jego ugrupowanie. Formalnie stanowisko to zajmował do 2004, kiedy to LN odeszła od programu niepodległościowego.
W okresie 1990–2001 był radnym Turynu. W latach 1992–2001 zasiadał we włoskiej Izbie Deputowanych jako poseł XI, XII i XIII kadencji. W 1994 w pierwszym rządzie Silvia Berlusconiego pełnił funkcję podsekretarza stanu w resorcie sprawiedliwości.
W 1999 kandydował bez powodzenia do Parlamentu Europejskiego. Mandat europosła objął w 2001, w 2004 i w 2009 skutecznie ubiegał się o reelekcję. Należał m.in. do grupy Unii na rzecz Europy Narodów oraz Europy Wolności i Demokracji.
W 1993 został skazany na karę 750 tys. lirów grzywny za pobicie marokańskiego dziecka. Prowadził też akcję opryskiwania siedzeń w pociągu linii Turyn-Mediolan zajmowanych przez nigeryjskie prostytutki, motywując to chęcią dokonania dezynfekcji. W 2005 wymierzono mu grzywnę ponad 3 tys. euro za podpalenie mienia imigrantów nocujących pod mostem w Turynie. W 2007 został zatrzymany i osadzony w belgijskim areszcie po demonstracji przeciwko islamizacji Europy.
W 2011 został zawieszony na trzy miesiące w prawach członka Ligi Północnej, gdy w telewizyjnym wystąpieniu poparł antyislamskie poglądy Andersa Breivika. W 2013 usunięto go z frakcji Europy Wolności i Demokracji za rasistowskie uwagi pod adresem czarnoskórej minister Cécile Kyenge w nowym włoskim rządzie. W 2014 ponownie wybrany do Europarlamentu.